# Flowers (album Ace of Base)
Flowers (ang. kwiaty) – trzeci album szwedzkiej grupy pop Ace of Base. Pojawił się na rynku muzycznym w czerwcu 1998 roku.
Zapowiedzią płyty był utwór „Life Is a Flower”, który (z wyjątkiem obu Ameryk) zyskał status najczęściej granego utworu w 1998 roku.
Rolę frontwoman w zespole przejęła Jenny Berggren, która dotychczas śpiewała w tle swojej starszej siostry Linn Berggren. Wydawnictwo to w Ameryce nazwano Cruel Summer, gdzie promował je singel o tym samym tytule. Wytwórnia zadecydowała wydać ten album ze zmienionymi wersjami niektórych utworów, aby znaleźć nowe grupy odbiorców.

## Lista utworów

### Flowers (EU)
1. Life Is a Flower
2. Always Have, Always Will
3. Cruel Summer
4. Travel to Romantis
5. Adventures in Paradise
6. Dr. Sun
7. Cecilia
8. He Decides
9. I Pray
10. Tokyo Girl
11. Don’t Go Away
12. Captain Nemo
13. Donnie
14. Cruel Summer (big bonus mix)

### Flowers (AUS)
1. Cruel Summer
2. Donnie (Mix aka Ole Evenrude Radio Edit)
3. Whenever You’re Near Me
4. Everytime it rains
5. Adventures in paradise
6. Don't go away
7. Cecilia (US Mix aka Ole Evenrude Mix)
8. He decides (US mix)
9. Always have, always will
10. Tokyo girl
11. Travel to romantis (larossi mix)
12. Cruel Summer (Big Bonus mix)
13. Life Is a Flower

### Flowers (UK)
1. Life is a flower
2. Always have, always will
3. Cruel Summer
4. Travel to romantis
5. Adventures in paradise
6. Dr. Sun
7. Cecilia
8. He decides
9. I pray
10. Tokyo girl
11. Don't go away
12. Captain Nemo
13. Donnie
14. Everytime it rains (bonus track)

### Flowers (FR)
1. Life Is A Flower
2. Always Have, Always Will
3. Cruel Summer
4. Travel To Romantis
5. Adventures In Paradise
6. Dr Sun
7. Cecilia
8. He Decides (European Version)
9. I Pray
10. Tokyo Girl
11. Don’t Go Away
12. Captain Nemo
13. Donnie
14. Cruel Summer (Big Bonus Mix)
15. Cruel Summer Feat. Alliage (Radio Version)

### Cruel Summer (US)
1. Cruel Summer
2. Donnie (Mix aka Ole Evenrude Radio Edit)
3. Whenever You’re Near Me
4. Everytime it Rains
5. Adventure in Paradise
6. Don’t Go Away
7. Cecilia (US Mix aka Ole Evenrude Mix)
8. He decides (US mix)
9. Always Have, Always Will
10. Travel To Romantis
11. Cruel Summer (Blazin’ Rythm Remix)

### Cruel Summer (JAP)
1. Cruel Summer
2. Donnie (Mix aka Ole Evenrude Radio Edit)
3. Life is a flower
4. Everytime it Rains
5. Adventure in Paradise
6. Don’t Go Away
7. Cecilia (US Mix aka Ole Evenrude Mix)
8. He decides (US mix)
9. Always Have, Always Will
10. Tokyo Girl
11. Travel To Romantis
12. Cruel Summer (Blazin’ Rythm Remix)
13. Dr. Sun
14. Into The Night Of Blue

## Nagrody
- Platyna: Japonia (x2), Korea, Szwajcaria
- Złoto: Dania, Kanada, Szwecja
- Srebro: Wielka Brytania

## Sprzedaż
- Świat: ponad 3 mln egzemplarzy
- Polska: ponad 30 tys. egzemplarzy

## Top Lista
- 1 – Grecja, Szwajcaria
- 3 – Niemcy
- 4 – Szwecja
- 6 – Brazylia, Dania
- 7 – Węgry
- 8 – Meksyk
- 12 – Norwegia
- 14 – Japonia
- 15 – Austria, Wielka Brytania
- 16 – Francja
- 23 – Kanada
- 101 – USA